# Tom Olsson

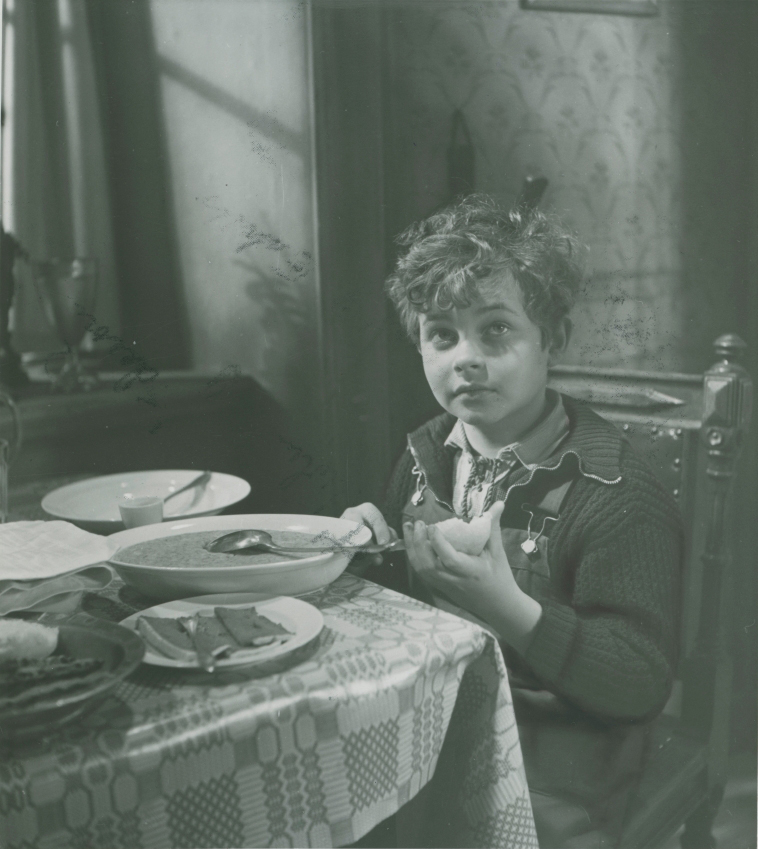
Tom Olsson en Göranssons pojke (1941)

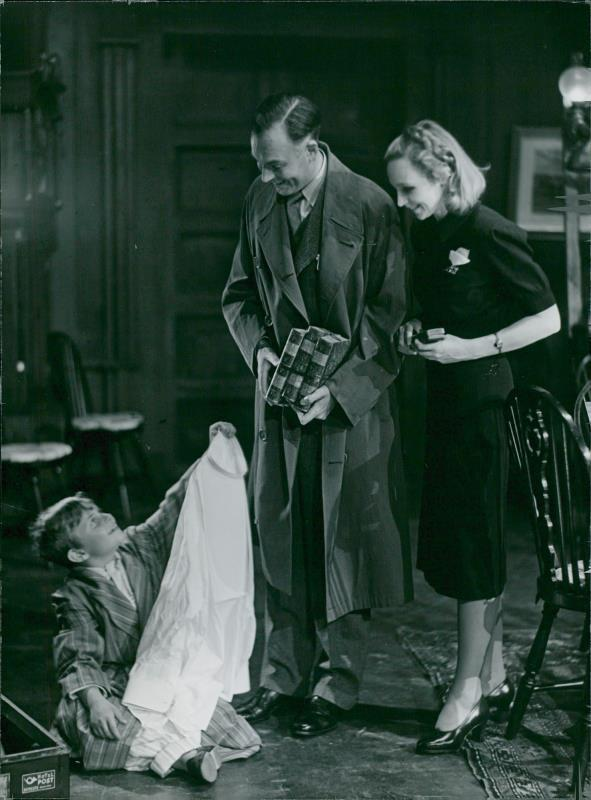
Olsson con Håkan Westergren y Inga Tidblad en Guldbröllop (1939)

Tom Olsson (6 de noviembre de 1929 – 2 de febrero de 2015) fue un actor y director de nacionalidad sueca.

## Biografía
Su nombre completo era Tom Johan Anders Olsson, y nació en Estocolmo, Suecia, siendo sus padres el músico y artista Edvin Olsson y la editora teatral Lill Olsson. Comenzó a actuar a temprana edad, debutando en el cine con la película Ebberöds bank en 1935. Entre otras actuaciones para la gran pantalla figuran el papel protagonista en Göranssons pojke (1941), así como otros en el film de Ingmar Bergman Djävulens öga (1960) y en el de Arne Mattsson Den gula bilen (1963). 
En el teatro Dramaten actuó por vez primera en el escenario con la pieza Nederlaget (1939). Después hizo varios destacados papeles en el mismo teatro hasta el año 1957, tales como los principales de David Copperfield (1941), El pequeño lord (1941) y La isla del tesoro (1944). También actuó en el Vasateatern (por ejemplo en Nog lever farfar, de Paul Osborn, en 1941) y en el Teatro Municipal de Gotemburgo, donde también fue director, entre 1954 y 1957.
Cursó estudios en la escuela de pintura de Otte Sköld en Estocolmo. Luego se formó en los países mediterráneos, lo cual se reflejó en su obra artística. Participó en varias ocasiones en las exposiciones Unga tecknare del Museo Nacional de Estocolmo, así como en otras en la Galería Æsthetica de Estocolmo en 1950 y 1951. Sus motivos artísticos fueron el paisaje y el cubismo, con influencias del sur de Europa.
Olsson tradujo obra dramática al sueco, y estudió historia teatral en la Universidad de Estocolmo, obteniendo el título “fil kand” en 1970. Muy interesado en el dramaturgo estadounidense Eugene O'Neill, se doctoró en 1977 con la tesis O'Neill och Dramaten tras un trabajo de investigación en la Universidad de Yale. En 1979 fue uno de los fundadores de la internacional Eugene O'Neill Society, de cuyo consejo formó parte durante varios años.
Como director de la biblioteca y archivos del Teatro Dramaten en 1976–1991, llegó a ser una fuente de conocimientos sobre la historia teatral sueca.
Tom Olsson falleció en Estocolmo, Suecia, en el año 2015. Fue enterrado en el Cementerio Galärvarvskyrkogården de dicha ciudad. Había estado casado con Ann Olsson, con la que tuvo dos hijos.

## Filmografía (selección)
- 1935 : Ebberöds bank
- 1936 : Äventyret
- 1937 : Familjen Andersson
- 1937 : Vi går landsvägen
- 1939 : Folket på Högbogården
- 1940 : Hjältar i gult och blått
- 1940 : Swing it, magistern!
- 1940 : Juninatten
- 1940 : Beredskapspojkar
- 1941 : Göranssons pojke
- 1943 : Prästen som slog knockout
- 1960 : Djävulens öga
- 1963 : Den gula bilen

## Teatro

### Actor
- 1939 : Nederlaget, de Nordahl Grieg, dirección de Svend Gade, Dramaten
- 1939 : Guldbröllop, de Dodie Smith, dirección de Carlo Keil-Möller, Dramaten
- 1941 : Nog lever farfar, de Paul Osborn, dirección de Olof Molander, Vasateatern[4]

### Director
- 1955 : Åsnan Kal från Slottsskogen, de Rune Andréasson, Teatro Municipal de Gotemburgo